# مستیبوو
مستیبوو (به لاتین: Mstibovo) یک منطقهٔ مسکونی در بلاروس است که در منطقه گرودنو واقع شده‌است. مستیبوو ۵۰۰ نفر جمعیت دارد.